# Grassatores
Los grasatores (Grassatores) es el infraorden más diverso de los opiliones Laniatores. Incluye a más de 3500 especies distribuidas mayoritariamente en los trópicos. Se caracterizan por la genitalia masculina la cual carece de musculatura, operando en cambio por un sistema hidráulico y por los uñas tarsales (tarsitos) dobles de las patas posteriores.

## Superfamilias incluidas
- Superfamilia Epedanoidea Sørensen, 1886
- Superfamilia Phalangodoidea Simon, 1879
- Superfamilia Samooidea Sørensen, 1886
- Superfamilia Zalmoxoidea Sørensen, 1886
- Superfamilia Gonyleptoidea Sundevall, 1833